# Sebrovo
Sebrovo (ruso: Себрово) es un asentamiento de tipo urbano de Rusia, ubicado a las afueras de la ciudad de Mijáilovka, en el noroeste de la óblast de Volgogrado. El asentamiento carece de autogobierno local propio y es una pedanía del ókrug municipal de Mijáilovka; sin embargo, forma junto con dicha ciudad una unidad de desconcentración administrativa directamente subordinada a la óblast, que no forma parte del raión administrativo de Mijáilovka.
En 2021, el asentamiento tenía una población de 4820 habitantes.
Se ubica en la periferia nororiental de la capital distrital Mijáilovka, en la salida de la carretera R207 que lleva a Yelán y Balashov.

## Historia
Fue fundado a finales del siglo XVIII, durante la colonización que hizo Mijail Sídorovich Sebriakov en la zona. Surgió como una pequeña localidad rural llamada "Sebriakovo" en referencia al fundador, pero posteriormente el topónimo se acortó a "Sebrovo". En el raión de Mijáilovka, tuvo su propio ayuntamiento rural (selsoviet) hasta 1954, cuando pasó a ser una pedanía de Sidorý. En 1963, cuando Mijáilovka se separó de su raión para formar una unidad administrativa directamente subordinada a la óblast de Volgogrado, Sebrovo se separó de Sidorý y pasó a ser una pedanía de Mijáilovka. Aunque desde entonces ha sido siempre una pedanía de dicha ciudad y no ha vuelto a formar parte del raión, Sebrovo fue reconocido en 1983 como asentamiento de tipo urbano, por lo que se considera una localidad separada y no un barrio periférico.